# Arrondissement d'Argenteuil
L'arrondissement d'Argenteuil est une division administrative française, située dans le département du Val-d'Oise et la région Île-de-France. Bien que situé dans le Val-d'Oise, département de grande couronne, sa taille réduite et sa forte urbanisation le rapprochent des arrondissements de la petite couronne.

## Situation
Au nord-ouest de Paris, l'arrondissement d'Argenteuil est limitrophe de ses deux voisins valdoisiens, l'arrondissement de Sarcelles au nord-est et l'arrondissement de Pontoise au nord. À l'ouest, il est limitrophe de l'arrondissement de Saint-Germain-en-Laye dans les Yvelines, à l'est de l'arrondissement de Saint-Denis dans la Seine-Saint-Denis et au sud, il borde l'arrondissement de Nanterre (Hauts-de-Seine).

## Histoire
Apparu dans l'ancien département de Seine-et-Oise, disparu le 1er janvier 1968, l'arrondissement a été créé en 1966 par un décret du 2 juin, en prévision de la mise en place du département du Val-d'Oise. Il était composé à l'origine des cantons d'Argenteuil-Nord, d'Argenteuil-Sud et de Cormeilles-en-Parisis. 

## Territoire
De taille fort modeste, l'arrondissement d'Argenteuil se déploie sur une partie de la plaine de France et borde une portion de la rive droite de la Seine avant le confluent avec l'Oise.

## L'arrondissement dans le département
L'arrondissement rassemblait 34 % de la population du département au recensement de 2022. Avec 3 962 hab./km2 contre 1 019,9 hab./km2 en moyenne dans le département, la densité de population y est largement supérieure à celle du reste du Val-d'Oise et de la région Île-de-France (1 030,7 hab./km2 ).

## Composition

### Composition jusqu'en 2016
L'arrondissement comprenait sept communes et sept cantons. Cependant, les deux divisions administratives ne se chevauchent pas nécessairement. Si les cantons de Sannois et de Bezons correspondaient exactement aux communes du même nom, la ville d'Argenteuil était séparée en trois cantons, alors que les cantons d'Herblay-sur-Seine et de Cormeilles-en-Parisis regroupaient chacun deux communes.

#### Les sept cantons
- canton d'Argenteuil-Est, limité à 1 commune : Argenteuil (fraction de commune).

- canton d'Argenteuil-Nord, limité à 1 commune : Argenteuil (fraction de commune).

- canton d'Argenteuil-Ouest, limité à 1 commune : Argenteuil (fraction de commune).

- canton de Bezons, limité à 1 commune : Bezons.

- canton de Cormeilles-en-Parisis, qui groupe 2 communes : Cormeilles-en-Parisis et Montigny-lès-Cormeilles.

- canton d'Herblay-sur-Seine, qui groupe 2 communes : Herblay-sur-Seine et La Frette-sur-Seine.

- canton de Sannois, limité à 1 commune : Sannois.

Dans les faits, le canton le plus peuplé est le canton de Cormeilles-en-Parisis (36 826 habitants en 1999), le moins peuplé celui de Sannois (25 349 habitants en 1999) et le plus vaste celui d'Herblay-sur-Seine (14,76 km2), le moins étendu celui de Bezons (4,16 km2).

#### Les sept communes
Ce sont les communes d'Argenteuil, Bezons, Cormeilles-en-Parisis, Montigny-lès-Cormeilles, Herblay-sur-Seine, La Frette-sur-Seine et Sannois.
En moyenne, les communes, comme les cantons par ailleurs, comptent 29 980 habitants et recouvrent chacune 7,5 km2. Ces chiffres cachent cependant de fortes disparités. La commune la plus peuplée, Argenteuil, compte en effet 93 961 habitants en 1999 et La Frette-sur-Seine seulement 4 378. Argenteuil est la commune la plus vaste de l'arrondissement (17,22 km2), La Frette-sur-Seine la plus petite (2,02 km2). S'agissant de la densité de population, Bezons est la plus dense (6 325 habitants au km²) et Herblay-sur-Seine la moins dense (1 812 habitants au km²).

#### Intercommunalité
L'arrondissement comptait[Quand ?] une communauté de communes, une communauté d'agglomération et une commune hors intercommunalité. La communauté de communes du Parisis, qui regroupe six communes, dont deux dans l'arrondissement de Pontoise et les communes de Cormeilles-en-Parisis, Herblay, la Frette-sur-Seine et Montigny-lès-Cormeilles. Argenteuil et Bezons sont réunis au sein de la communauté d'agglomération Argenteuil-Bezons. Enfin, Sannois ne fait partie d'aucune structure intercommunale à fiscalité propre.

### Découpage communal depuis 2017
La composition de l'arrondissement a été modifiée par l'arrêté du 30 décembre 2016 prenant effet au 1er janvier 2017.
Au 1er janvier 2024, l'arrondissement groupe les 17 communes suivantes :
1. Argenteuil
2. Beauchamp
3. Bessancourt
4. Bezons
5. Cormeilles-en-Parisis
6. Eaubonne
7. Ermont
8. Franconville
9. Frépillon
10. La Frette-sur-Seine
11. Herblay-sur-Seine
12. Montigny-lès-Cormeilles
13. Pierrelaye
14. Le Plessis-Bouchard
15. Saint-Leu-la-Forêt
16. Sannois
17. Taverny

## Sous-préfets
| Période           | Période           | Identité             | Fonction précédente | Observation |
| ----------------- | ----------------- | -------------------- | ------------------- | ----------- |
|                   |                   |                      |                     |             |
| -                 | 17 mars 1975      | Francis Boot         |                     | ...         |
| 17 mars 1975      | 28 septembre 1977 | Gérard Dupré         |                     | ...         |
| 1977              | 1980              | Philippe de Mazières |                     |             |
| -                 | -                 | -                    |                     | -           |
| 20 juillet 2005   | 9 novembre 2010   | Aimée Dubos          |                     | ...         |
| 9 novembre 2010   | 13 septembre 2013 | Alain Bucquet        |                     | ...         |
| 13 septembre 2013 | 18 juin 2015      | Yves Rousset         |                     | ...         |
| 24 août 2015      | 5 juin 2018       | Martine Clavel       |                     |             |
| 23 juillet 2018   | 22 août 2023      | Philippe Malizard    |                     |             |
| 25 août 2023      |                   | Cyril Alavoine       |                     |             |

## Démographie
En 2022, l'arrondissement comptait 430 278 habitants.
| 1968    | 1975    | 1982    | 1990    | 1999    | 2006    | 2011    | 2016    | 2021    |
| ------- | ------- | ------- | ------- | ------- | ------- | ------- | ------- | ------- |
| 170 703 | 188 730 | 192 635 | 204 695 | 209 860 | 227 012 | 233 254 | 412 334 | 425 515 |

| 2022    | - | - | - | - | - | - | - | - |
| ------- | - | - | - | - | - | - | - | - |
| 430 278 | - | - | - | - | - | - | - | - |